# Shorsh Surme
Shorsh Surme (Erbil, 18 dicembre 1961) è un giornalista, scrittore e traduttore iracheno con cittadinanza curda naturalizzato italiano, noto per il suo impegno nella diffusione della cultura, della storia e della situazione politica del popolo curdo in Italia e in Europa.

## Biografia
Nato a Erbil, nel Kurdistan iracheno, il 18 dicembre 1961, Surme cresce in un contesto segnato da conflitti e repressioni verso l’identità curda. Nel 1982 si trasferisce in Italia. Appena arrivato si stabilisce a Perugia, dove frequenta per un anno corsi di lingua e letteratura italiana. Successivamente si trasferisce a Padova, città in cui risiede tuttora.
Nel corso della sua carriera ha partecipato a numerosi incontri istituzionali, conferenze e dibattiti pubblici. È stato invitato a parlare alla Camera dei Deputati della Repubblica Italiana, dove ha illustrato le problematiche politiche e sociali del Medio Oriente e del Kurdistan. Ha collaborato con emittenti televisive nazionali, tra cui la RAI e Mediaset, intervenendo come ospite e commentatore.
Come giornalista ha scritto articoli per testate italiane, tra cui Il Mattino di Padova, per oltre venti anni, Il Manifesto, L' Indipendente e Avvenimenti. Ha inoltre intervistato tutti i ministri degli esteri del governo italiano succeduti a Andreotti, fino a Tajani (escluso).
Dal 1989 al 1998 è stato presidente della Comunità Curda in Italia, ruolo con cui ha guidato molte iniziative culturali e sociali. Ha realizzato numerose interviste con canali curdi come Rudaw e Kurdistan TV, attività che continua tuttora online.
Nel 1992 ha ricevuto un premio dall'Associazione Stampa Padovana per il suo contributo alla divulgazione culturale e giornalistica.

## Opere
Shorsh Surme è autore e traduttore di numerose pubblicazioni dedicate alla cultura e alla storia del popolo curdo.

### Traduzioni
- La lingua curda e la distribuzione geografica dei suoi dialetti, di Fuad Hama Khorshid, tradotto dal curdo all’italiano (1986).
- Honrawy kurdi. Poesia curda, raccolta poetica tradotta dal curdo (1987).
- Il castello di Dimdim. Epopea curda, di Ereb Shamilov, tradotto in italiano (1999).

### Opere proprie
- Kurdistan. Storia, società e tradizioni, arte e cultura, religione (1999).
- Essere curdo. Il più grande popolo senza Stato tradito dalla storia, con Lorenzo Guella (2020).

## Attività di divulgazione
- Partecipazione a incontri con rappresentanti delle Nazioni Unite su questioni relative ai diritti umani e ai conflitti in Medio Oriente.
- Ospite di trasmissioni su RAI e Mediaset, con interviste e approfondimenti.
- Relatore presso la Camera dei Deputati.
- Attività di formazione e sensibilizzazione in scuole italiane.

## Premi e riconoscimenti
- Premio dell’Associazione Stampa Padovana (1992).